# شونوالد (زاکسونی)-آنهالت
شونوالد (زاکسونی)-آنهالت (به آلمانی: Schönwalde) یک منطقهٔ مسکونی در آلمان است که در تانگرهوته واقع شده‌است. شونوالد ۱۱۰ نفر جمعیت دارد.